# Rudolf Ofak
Rudolf Ofak, hrvatski bosanskohercegovački bivši nogometaš. Igrao za Željezničar iz Sarajeva. Počevši od sezone 1932./33. igrao je za Željezničar dvije sezone. Željezničar je tad igrao u rangu sarajevskog nogometnog podsaveza i podsaveznoj ligi.